# 萧诗
萧中素（1607年—？），一名诗，字芷崖，华亭（今江苏松江）人。
萬曆三十五年出生。原為木匠世家，中素亦以木工為生，好讀書，博学能文，亦能作詩，吴骐序稱其“執藝食力，詩名將四十年。”姜兆翀亦云：“其诗殊有寄托，不得以晚年游戏之笔概之。”王九龄称：“清新雄丽，直造三唐阃奥。”有佳句：“遼海呑邊月，長城鎖亂山。”康熙二十九年（1690年），尚在世。有《释柯集》。